# Burton L. French

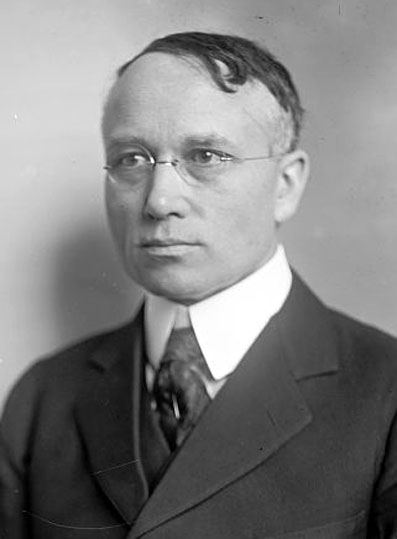
Burton French

Burton Lee French (* 1. August 1875 bei Delphi, Carroll County, Indiana; † 12. September 1954 in Hamilton, Ohio) war ein US-amerikanischer Politiker. Zwischen 1903 und 1933 vertrat er mehrfach den Bundesstaat Idaho im US-Repräsentantenhaus.

## Frühe Jahre
Im Jahr 1880 zog Burton French mit seinen Eltern nach Kearney in Nebraska und zwei Jahre später in das Idaho-Territorium. Dort besuchte er die öffentlichen Schulen und danach bis 1901 die University of Idaho. Zwischen 1901 und 1903 studierte er an der University of Chicago. Nach einem anschließenden Jurastudium und seiner Zulassung als Rechtsanwalt begann er in Moscow in seinem neuen Beruf zu arbeiten.

## Politische Laufbahn
Burton Frenchs politische Laufbahn begann noch während seiner Studienzeit. Er wurde Mitglied der Republikanischen Partei. Zwischen 1898 und 1902 war er Abgeordneter im Repräsentantenhaus von Idaho. Bei den Kongresswahlen des Jahres 1902 wurde French in das US-Repräsentantenhaus gewählt, wo er am 4. März 1903 Thomas L. Glenn ablöste. Nachdem er in den Jahren 1904 und 1906 jeweils wiedergewählt worden war, konnte er sein Mandat im Kongress bis zum 3. März 1909 ausüben. Bei den Wahlen des Jahres 1908 ging sein Sitz an Thomas Ray Hamer.
Zwei Jahre später, im Jahr 1910, schaffte Burton dann den Wiedereinzug in das US-Repräsentantenhaus in Washington, wo er zwischen dem 4. März 1911 und dem 3. März 1915 zwei weitere Legislaturperioden absolvieren konnte. Im Jahr 1914 kandidierte Burton nicht für eine Wiederwahl; stattdessen bewarb er sich erfolglos innerhalb seiner Partei um die Nominierung für den US-Senat. 1916 kehrte er nach einem Wahlsieg in das US-Repräsentantenhaus zurück. Nach den entsprechenden Wiederwahlen folgten dort insgesamt acht zusammenhängende Legislaturperioden bis zum 3. März 1933; während dieser Zeit war er unter anderem Vorsitzender des Committee on Memorials. In den Jahren 1930 und 1931 war French amerikanischer Delegierter auf internationalen Konferenzen in London und Bukarest.

## Weiterer Lebenslauf
In den Jahren 1932 und 1934 kandidierte French erfolglos für einen Verbleib bzw. eine Rückkehr in den Kongress. Danach wurde er Professor für Regierungsfragen an der Miami University in Oxford (Ohio). Dieses Lehramt hatte er von 1935 bis 1947 inne. Im Jahr 1947 wurde French von Präsident Harry S. Truman in das Federal Loyality Review Board berufen. Bis 1953 blieb er Mitglied dieses Gremiums. Burton French starb im September 1954 in Ohio und wurde in Moscow beigesetzt.